# Macrodiplax balteata
Macrodiplax balteata – gatunek ważki z rodziny ważkowatych (Libellulidae). Występuje w Ameryce Północnej i Południowej – od południa USA przez Meksyk i Amerykę Środkową po Wenezuelę.